# 238 aC
El 238 aC va ser un any del calendari romà prejulià. Durant la República i l'Imperi Romà, era conegut com a any del consolat de Grac i Faltó (o també any 516 ab urbe condita). L'ús del nom «238 aC» per referir-se a aquest any es remunta a l'alta edat mitjana, quan el sistema Anno Domini va ser el mètode de numeració dels anys més comú a Europa.

## Esdeveniments

### Àfrica
- Final de la Guerra dels Mercenaris. Mató cap dels rebels dominava la ciutat de Tunis. Hamílcar Barca l'assetja però Mató va sorprendre el general Hanníbal i mata una gran part del seu exèrcit. Hanníbal cau presoner i mor crucificat. El senat cartaginès imposa una reconciliació entre Hamílcar Barca i Hannó II el Gran, i junts derroten l'exèrcit rebel en una batalla decisiva. Hamílcar conquereix Útica i Hannó Hipona, i vencen definitivament els rebels.[2]

### Hispània
- Hamílcar Barca, vençuts els rebels a l'Àfrica, és enviat, segons Polibi,[3][a] a la península Ibèrica, i inicia la Conquesta cartaginesa d'Hispània.

### Antiga Roma
- Aquest any són elegits cònsols Tiberi Semproni Grac i Publi Valeri Faltó.[6]
- Faltó marxa contra els gals bois que han reprès les hostilitats contra els romans, però el derroten a la primera batalla, amb greus pèrdues. El senat romà li envia el pretor Marc Genuci Cipus, però el cònsol ho veu com una intromissió i ataca als bois abans de l'arribada dels reforços i els derrota. Quan torna a Roma el senat li refusa els honors del triomf, no per la seva derrota inicial, sinó per haver lluitat sense esperar al pretor.[7]
- Semproni Grac fa la guerra a Sardenya i Còrsega poc després de la revolta dels mercenaris cartaginesos. Derrota els enemics, però no aconsegueix cap botí i els presoners que fa són illencs sense cap valor.[8]

## Necrològiques
- Espendi i Autàrit, caps rebels de la Guerra dels Mercenaris, Crucificats per Hamílcar Barca quan van ser vençuts.[9]